# El Bahattee
El Bahattee, bürgerlich: Stiv Kahlina (* 23. März 1979 in Zagreb, Jugoslawien; heute Kroatien) ist ein kroatischer Chocolatier, ehemaliger Musiker und Rapper der kroatischen Hip-Hop Szene.

## Biografie

### Musikkarriere
Stiv Kahlina wurde bekannt unter dem Namen El Bahattee, als ein Teil des Blackout Project's über das Album „Project Impossible“ aus dem Jahr 1997. Es folgten Gastauftritte darunter auch bei Tram 11 und anderen kroatischen Rappern, hauptsächlich aus der Zagreber Hip-Hop Szene.
El Bahattee trug das Image eines Rappers mit Liedtexten über Drogen, Sex und Gewalt. Er wurde aber auch für seine Äußerungen zu politischen Themen sowie zur Gesellschaftskritik mit Liedern wie „Mentalitet '99“ (Deutsch: Mentalität '99), bekannt.
2001 veröffentlichte er sein erstes Soloalbum „Svaki pas ima svoj dan“, welches mit dem kroatischen Musikpreis „Porin“ ausgezeichnet wurde. Die Veröffentlichung seines zweiten Albums „Amen“ folgte im Jahre 2002. Nach seinem Protestauftritt gegen den Irakkrieg im Jahr 2003, verschwand Kahlina ganz aus der Musikszene und geriet mit der Zeit in Vergessenheit.

### Weiterbildung und Karriere als Chocolatier
Im Jahre 2009 begann sich Kahlina intensiv mit der Schokoladenherstellung auseinanderzusetzen, nachdem er die Pariser Schokoladenmesse besuchte.
Im Jahr 2014 besuchte er die belgische Callebaut Akademie. Danach gründete er ein Unternehmen mit dem Namen „Malo i slatko“ (Deutsch: Klein und süß), welches sehr hochwertige und luxuriöse Schokolade herstellt.

## Diskografie

### Alben
- 2001: Svaki Pas ima svoj dan[3]
- 2002: Amen

### Kompilationen
- 1999: Blackout 00[6]

### Gastauftritte
- 1997: Project Impossible[7]
- 1999: The Millenium's Beatles[8]